# 페데티코사우루스

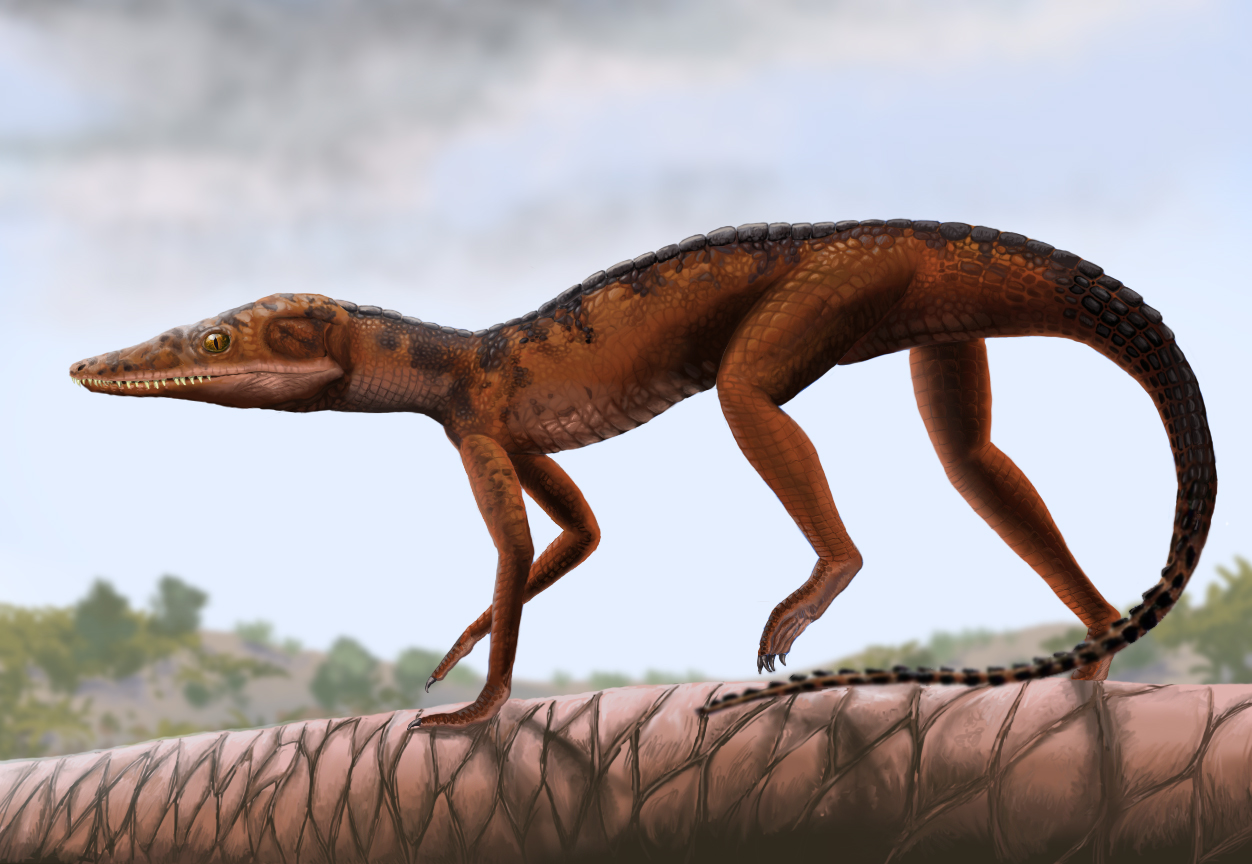

페데티코사우루스(Pedeticosaurus leviseuri)는 악어목 크로커다일과에 속하는 악어이다. 지금은 멸종된 악어로 몸길이가 6~7m인 거대한 악어에 속한다.

## 특징
페데티코사우루스는 의심스러운 도마뱀이란 이름을 가진 종으로 현재는 남아프리카 공화국에 있는 블룸폰테인 국립박물관에서 QS606으로 분류가 되어 화석이 전시되고 있는 악어의 종이다. 금형은 두개골, 갈비뼈, 등쪽의 척추, 앞다리, 뒷다리, 꼬리를 포함하여 골격의 대부분이 보존된 종으로 두개골에 있는 넓은 견갑골 뼈가 가장 두드러진 특징을 가진 종이다. 몸의 등쪽에는 날카로운 가시들이 달려 있으며 뒷다리가 매우 크고 길었다. 위턱과 아래턱에는 각각 8~14개의 작고 예리한 이빨을 가지고 있었으며 이것을 통해 먹이를 사냥했을 것으로 추정이 되는 종이다. 먹이로는 당대에 서식했던 물고기 및 작은 공룡과 갑각류 등을 주로 섭식했을 육식성의 악어로 추정이 된다.

## 생존시기와 서식지와 화석의 발견
페데티코사우루스가 생존했던 시기는 중생대의 쥐라기로 지금으로부터 2억년전~1억 8천만년전에 살았던 고대의 악어이다. 생존했던 시기에는 아프리카의 대륙에 있는 강에서 주로 서식했을 것으로 추정되는 종이다. 화석의 발견은 1915년에 고생물학자인 반 호펜에 의하여 아프리카에 있는 쥐라기에 형성된 지층에서 최초로 발견이 되어 새로이 명명된 종이다.

## 같이 보기
- 악어
- 중생대
- 쥐라기
- 파충류
- 화석